# 盧霍韋 (盧甘斯克州)
49°52′50″N 38°33′31″E / 49.88056°N 38.55861°E
盧霍韋（烏克蘭語：Лугове）是位於烏克蘭東部的村莊，由盧甘斯克州斯瓦托韋區的洛茲諾-亞歷山德里夫卡市鎮負責管轄。該村處於洛茲納河畔，始建於1952年，面積14.86平方公里，海拔高度106米，2001年人口82，人口密度每平方公里5.52人。